# Capiago Intimiano
Capiago Intimiano (Capiaach e Intimiàn in dialetto comasco, AFI: /kaˈpjaːk/ e /iŋtiˈmjaŋ/) è un comune italiano di 5 429 abitanti della provincia di Como in Lombardia.

## Geografia fisica
Capiago Intimiano si trova a circa 8 km da Como in direzione SE.
Il comune è collinare, con un'altitudine di 624 a Capiago, mentre 387 in quello più basso corrispondente alla frazione di Olmeda, culturalmente legata a Capiago, dove si trova la chiesetta di san Carlo.
Le aree non abitate sono prevalentemente boschive, in quello che rimane uno dei prolungamenti della Spina Verde, principale area boschiva del comasco.
Nel 2019 il territorio di Capiago Intimiano entra a far parte del Parco Valle del Lambro.

## Storia
Il ritrovamento, in località Mandana, di una serie di tombe di epoca romana corredate di oggettistica gallica attesta che il territorio dell'attuale Capiago Intimiano era frequentato fin dall'antichità.
Ciononostante Capiago Intimiano è un comune relativamente recente, ottenuto dalla fusione, nel 1928, di due comuni fino ad allora separati non solo dal punto amministrativo ma anche da quello storico e religioso. Nello specifico, in età comunale, Capiago era il primo dei comuni comaschi favorevoli a Federico Barbarossa, mentre Intimiano era l'ultimo comune nell'orbita di Milano sotto il profilo sia dell'amministrazione politica sia di quella ecclesiastica. Un retaggio di queste differenze si ritrova ancora nella suddivisione dell'amministrazione ecclesiastica e nella liturgia cattolica: Capiago appartiene infatti alla diocesi di Como ed è di rito romano, mentre Intimiano appartenendo all'arcidiocesi di Milano è di rito ambrosiano.

### Storia di Capiago

#### Dalle origini alla fusione con Intimiano
I primi insediamenti di Capiago sono in un lazzaretto (casa delle piaghe, in forma dialettale cà di piàgh > Capiàgh, da cui il nome Capiago) situato nei pressi di dove oggi si trova il lavatoio.
Negli annessi agli Statuti di Como del 1335, Capiago viene elencato tra i comuni della pieve di Zezio incaricati della manutenzione della rete stradale compresa tra il fiume Aperto e il campanile dell'oratorio di Trecallo.
Sempre inserito nella pieve di Zezio, nel 1751 il territorio di Capiago comprendeva già ii cassinaggi di Castelletto, “San Giorgio”, Salvadera, Bregnaso, Mottarello, Roncaccio, Saghetto, Olmeda e Palazzetta. Due anni più tardi si registrò l'incorporazione di Cassina Franca.
La riorganizzazione amministrativa del Regno d'Italia napoleonico sancì, nel 1807, l'aggregazione di Capiago ed uniti al comune di Montorfano. L'accorpamento, divenuto effettivo nel 1809, fu tuttavia abrogato successivamente alla caduta di Napoleone e al conseguente passaggio della Lombardia in mano austro-ungarica nel Regno lombardo-veneto.

#### Dalla fusione con Intimiano ai giorni nostri
In seguito alla riforma dell'ordinamento comunale disposta nel 1926, nel 1928 i comuni di Capiago e d'Intimiano, scarsamente popolati, venivano aggregati in un unico comune chiamato Salvadera. Nel 1929 infine prendeva definitivamente il nome di Capiago Intimiano.
Il municipio si trova lungo il rettilineo che unisce i due ex comuni aggregati nel 1928.

### Simboli
Lo stemma di Capiago Intimiano è stato adottato dal Comune il 4 novembre 1967 ed è liberamente utilizzato anche se privo di formale decreto di concessione.
Il gonfalone è un drappo di azzurro.

## Monumenti e luoghi d'interesse

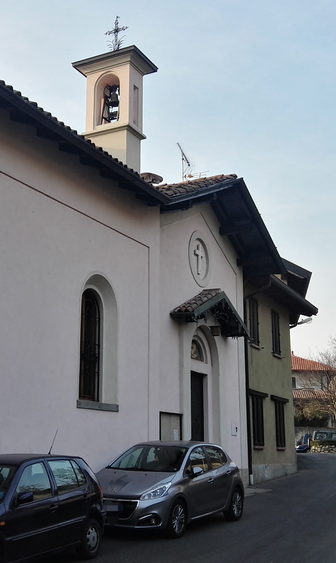
L'oratorio di San Carlo Borromeo a Olmeda

### A Capiago

#### Architetture religiose
La chiesa parrocchiale di Capiago, dedicata ai santi Vincenzo e Anastasio, risulta nell'elenco delle dipendenze del capitolo della cattedrale di Como già dalla fine del XIII secolo. Di particolare interesse è l'organo conservato all'interno della chiesa. La chiesa ospita inoltre una tela avente come tema l'Annunciazione, opera attribuita ad Andrea Pozzo e databile agli anni 1679-1681.
Poco fuori dal centro abitato, in località Faleggia, si trova la "Casa incontri cristiani", che al suo interno ospita una cappella decorata da un ciclo di mosaici realizzati nel 2006 da Marko Ivan Rupnik.

### A Olmeda

#### Architetture religiose
L'oratorio di San Carlo Borromeo è attestato entro i confini della parrocchia di Capiago già nel 1768, in occasione della visita del vescovo Giambattista Mugiasca.

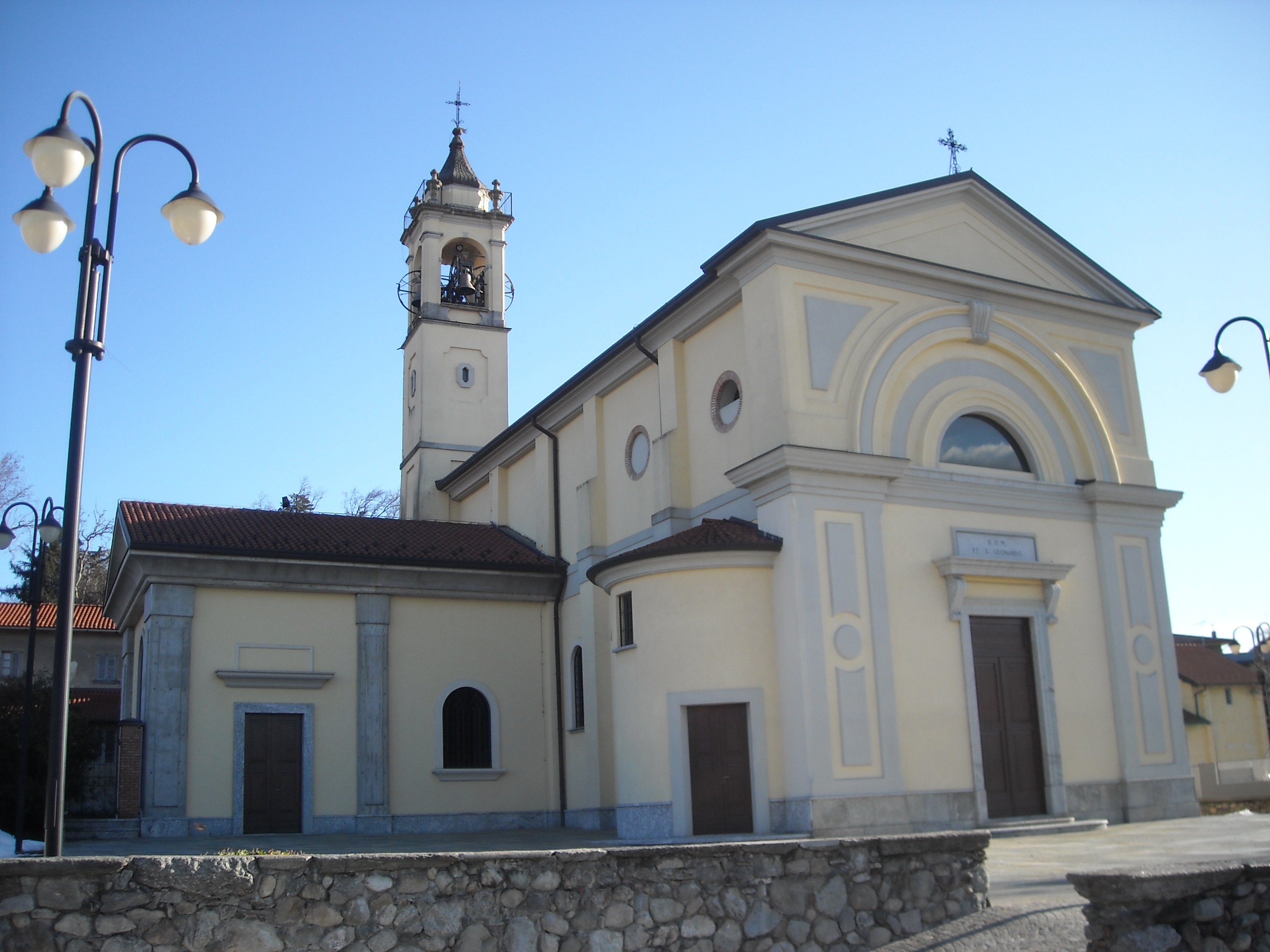
Chiesa di San Leonardo a Intimiano

### A Intimiano
- Chiesa di San Leonardo il confessore
- Oratorio dei Santi Pietro e Paolo
- Villa Castelli e Villa Soave

## Società

### Evoluzione demografica
Prima dell'unità d'Italia:
- 1751: 450 abitanti a Capiago[7] e 210 a Intimiano[18]
- 1771: 499 abitanti a Capiago[19] e 202 a Intimiano[20]
- 1805: 533 abitanti a Capiago[8] e 403 a Intimiano[21]
- 1809: 482 abitanti a Capiago[8] e 243 a Intimiano[21]
- 1853: 654 abitanti a Capiago[9] e 420 a Intimiano[22]

Dopo l'unità d'Italia
Abitanti censiti

### Tradizioni e folclore
In dialetto comasco,  gli abitanti d'Intimiano sono soprannominati ratìtt (ratti) mentre quelli di Capiago bœuf (buoi).

## Cultura
Dal 1898 è attivo nel comune il Corpo Musicale Alessandro Volta, corpo bandistico composto da una quarantina di elementi. Ogni anno il Corpo Musicale propone numerosi concerti e accompagna diverse manifestazioni civili e religiose, sul territorio comunale e in trasferta, anche all'estero.
Nel corso del 2023 il Corpo Musicale ha festeggiato il 125º anno di fondazione, con numerose attività.

## Amministrazione
| Periodo | Periodo   | Primo cittadino      | Partito                         | Carica  | Note   |
| ------- | --------- | -------------------- | ------------------------------- | ------- | ------ |
| 2014    | 2019      | Sandro Vergani       | lista civica Prospettiva comune | Sindaco | [ 24 ] |
| 2019    | 2024      | Emanuele Cappelletti | lista civica Progetto insieme   | Sindaco | [ 25 ] |
| 2024    | in carica | Emanuele Cappelletti | lista civica Progetto insieme   | Sindaco | [ 26 ] |

### Gemellaggi
- Buják

## Sport
Tra gli sport di squadra più praticati vi sono il calcio e la pallavolo discipline praticate grazie alla società sportiva ASD Serenza.
Anche gli sport invernali trovano adesione tra i cittadini del comune. Lo testimonia la presenza attiva della sezione locale del CAI e del gruppo di giovani Intimianoski che propone gite e gare.
Da diversi anni si tiene nel mese di maggio-giugno, nell'oratorio San Luigi di Intimiano, il torneo calcistico dedicato alla memoria di Mirko Pontiggia, riservato ai più piccoli.
Subito dopo la fine di questo torneo, si tiene il Torneo delle Classi, che vede impegnate le varie classi di età, a partire dai neo-diciottenni. Requisito fondamentale per partecipare è l'aver risieduto, almeno per un certo periodo, a Capiago o a Intimiano.

### Esplicative
1. ↑  Per il dialetto comasco, si utilizza l'ortografia ticinese, introdotta a partire dal 1969 dall'associazione culturale Famiglia Comasca nei vocabolari, nei documenti e nella produzione letteraria.

### Bibliografiche
1. 1 2  Tuttitalia.it
2. 1 2   Bilancio demografico mensile anno 2025 (dati provvisori), su demo.istat.it, ISTAT.
3. ↑   Classificazione sismica (XLS), su rischi.protezionecivile.gov.it.
4. ↑   Tabella dei gradi/giorno dei Comuni italiani raggruppati per Regione e Provincia (PDF), in Legge 26 agosto 1993, n. 412, allegato A, Agenzia nazionale per le nuove tecnologie, l'energia e lo sviluppo economico sostenibile, 1º marzo 2011,  p. 151. URL consultato il 25 aprile 2012 (archiviato dall'url originale il 1º gennaio 2017).
5. ↑   AA. VV., Dizionario di toponomastica. Storia e significato dei nomi geografici italiani., Milano, Garzanti, 1996,  pp. 134-135, ISBN 88-11-30500-4.
6. ↑  Borghese, p. 134.
7. 1 2 3 4   Comune di Capiago, sec. XIV - 1757 – Istituzioni storiche – Lombardia Beni Culturali, su lombardiabeniculturali.it. URL consultato il 27 aprile 2020.
8. 1 2 3   Comune di Capiago, 1798 - 1809 – Istituzioni storiche – Lombardia Beni Culturali, su lombardiabeniculturali.it. URL consultato il 27 aprile 2020.
9. 1 2   Comune di Capiago, 1816-1859 – Istituzioni storiche – Lombardia Beni Culturali, su lombardiabeniculturali.it. URL consultato il 27 aprile 2020.
10. ↑   Comune di Capiago, 1859 - 1928 – Istituzioni storiche – Lombardia Beni Culturali, su lombardiabeniculturali.it. URL consultato il 27 aprile 2020.
11. ↑   Capiago Intimiano, su Stemmi dei Comuni della Provincia di Como.
12. ↑   Capiago Intimiano, su araldicacivica.it. URL consultato il 14 marzo 2021.
13. ↑   Chiesa di SS. Vincenzo e Anastasio - complesso, Piazza Chiesa - Capiago Intimiano (CO) – Architetture – Lombardia Beni Culturali, su lombardiabeniculturali.it. URL consultato il 29 gennaio 2020.
14. 1 2   SIUSA - Parrocchia dei SS. Vincenzo e Anastasio in Capiago di Capiago Intimiano, su siusa.archivi.beniculturali.it. URL consultato il 29 gennaio 2020.
15. ↑   Mario Longatti, La necessità di un cambio di tendenza (PDF), in il Settimanale, 26 giugno 2012.
16. ↑   CAPPELLA DELLA “CASA INCONTRI CRISTIANI” A CAPIAGO [2006], su Centro Aletti. URL consultato il 29 gennaio 2020.
17. ↑   Chiesa di S. Carlo, Via S. Carlo - Capiago Intimiano (CO) – Architetture – Lombardia Beni Culturali, su lombardiabeniculturali.it. URL consultato il 29 gennaio 2020.
18. ↑   Comune di Intimiano, sec. XIV - 1757 – Istituzioni storiche – Lombardia Beni Culturali, su lombardiabeniculturali.it. URL consultato il 27 aprile 2020.
19. ↑   Comune di Capiago, 1757 - 1797 – Istituzioni storiche – Lombardia Beni Culturali, su lombardiabeniculturali.it. URL consultato il 27 aprile 2020.
20. ↑   Comune di Intimiano, 1757 - 1797 – Istituzioni storiche – Lombardia Beni Culturali, su lombardiabeniculturali.it. URL consultato il 27 aprile 2020.
21. 1 2   Comune di Intimiano, 1798 - 1809 – Istituzioni storiche – Lombardia Beni Culturali, su lombardiabeniculturali.it. URL consultato il 27 aprile 2020.
22. ↑   Comune di Intimiano, 1816 - 1859 – Istituzioni storiche – Lombardia Beni Culturali, su lombardiabeniculturali.it. URL consultato il 27 aprile 2020.
23. ↑  Dati tratti da:
  -  Popolazione residente dei comuni. Censimenti dal 1861 al 1991 (PDF), su ebiblio.istat.it, ISTAT.
  -  Popolazione residente per territorio – serie storica, su esploradati.censimentopopolazione.istat.it.
Nota bene: il dato del 2021 si riferisce al dato del censimento permanente al 31 dicembre di quell'anno.
24. ↑  https://elezionistorico.interno.gov.it/index.php?tpel=G&dtel=25/05/2014&tpa=I&tpe=C&lev0=0&levsut0=0&lev1=3&levsut1=1&lev2=24&levsut2=2&lev3=420&levsut3=3&ne1=3&ne2=24&ne3=240420&es0=S&es1=S&es2=S&es3=N&ms=S
25. ↑   Copia archiviata, su elezioni.interno.gov.it. URL consultato il 27 maggio 2019 (archiviato dall'url originale il 27 maggio 2019).
26. ↑   Anagrafe degli amministratori locali e regionali, su amministratori.interno.gov.it. URL consultato il 13 maggio 2023.